# Giprus joaquinus
Giprus joaquinus är en insektsart som beskrevs av Paul W. Oman 1937. Giprus joaquinus ingår i släktet Giprus och familjen dvärgstritar. Inga underarter finns listade i Catalogue of Life.